# Wincenty Danek
Wincenty Danek (ur. 8 października 1907 w Sierszy, zm. 17 sierpnia 1976 w Krakowie) – profesor, polski polonista, pedagog, historyk literatury, działacz komunistyczny.
W okresie II wojny światowej współorganizator tajnego nauczania w rejonie Krzeszowic (1939–1944), po wojnie współtwórca i dyrektor krzeszowickiego liceum, kurator krakowskiego okręgu szkolnego i kierownik Wydziału Oświaty (1948–51), długoletni pracownik (1949–1976) i rektor (1956–1971) Wyższej Szkoły Pedagogicznej w Krakowie, od 1960 redaktor naczelny „Ruchu Literackiego”, przewodniczący rady naukowej Instytutu Badań Literackich PAN (1975–1977). Badacz życia i twórczości Józefa Ignacego Kraszewskiego (m.in. monografie Józef Ignacy Kraszewski. Zarys biografii, Powieści historyczne Kraszewskiego, Matejko i Kraszewski. Dwie koncepcje dziejów Polski, liczne wydania utworów) oraz Adolfa Dygasińskiego (wydał m.in. jego Pisma pedagogiczne).

## Życiorys

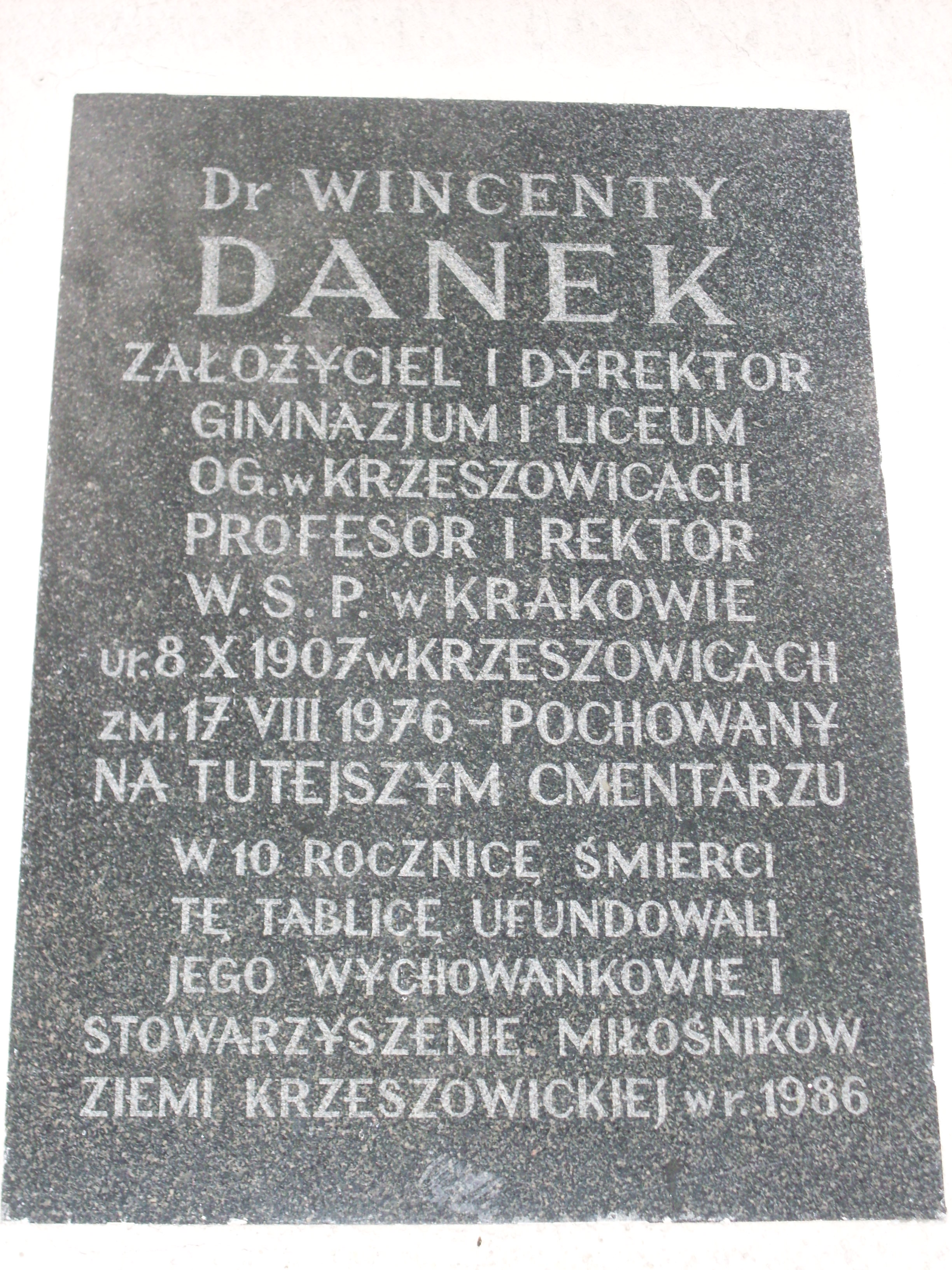
Tablica pamiątkowa Wincentego Danka w Krzeszowicach

Danek wywodził się poprzez ojca z rodziny inteligencji galicyjskiej, która wydała licznych księży zaangażowanych w edukację wiejską, a przez matkę z ziemiaństwa podlaskiego. Jego pradziadek Wincenty Danek (1812–1879), syn urodzonego w Tarnowie organisty z Sułkowic, prawnik z wykształcenia, był w ciągu swej kariery kolejno burmistrzem Sokala, Żółkwi i Sambora, radcą magistratu w Krakowie, starostą bocheńskim, radcą sądowym w Przemyślu, nadprokuratorem i radcą dworu przy Sądzie Krajowym we Lwowie, a także prezesem Galicyjskiego Towarzystwa Muzycznego; brat pradziadka, Walenty (1822–1886), proboszcz w Gnojniku i dziekan czchowski, potem proboszcz w Wiśniczu i dziekan bocheński, był inspektorem szkolnym w Czchowie i założycielem szkoły w Gnojniku, wspierał finansowo inicjatywy oświatowe Galicyjskiego Towarzystwa Gospodarskiego. Dziadek, Stanisław, żonaty z wiedenką Marią Burkhardt, był naczelnikiem sądu w Kutach. Ojciec, Władysław (1869–1933), urodzony w Stryju, pracował jako sekretarz Zakładu Górniczego w Sierszy i kierownik Kasy Chorych; stryj, Wincenty (1870–1945), był księdzem zasłużonym dla Polonii w Budapeszcie. Matka, Paulina z domu Bogacka (1879–1944), urodzona w Krzeszowicach, po ślubie zawartym w 1905 w parafii św. Szczepana na Piasku w Krakowie prowadziła dom. Bogaccy, uchodźcy z Podlasia po powstaniu styczniowym, kupili od Potockich dwór w Krzeszowicach w miejscu obecnego Urzędu Miasta. Dziadek ze strony matki, Ludwik, pracował dla Jana Matejki – w 1882 wysłał Hołd pruski na wystawę w Rzymie.
Danek uczęszczał do szkoły ludowej w Sierszy w 1913–1918 (przez jeden semestr po wybuchu I wojny światowej w Milówce pod Żywcem). W 1918 został uczniem IV Gimnazjum im. Henryka Sienkiewicza w Krakowie, gdzie nauczycielem był wówczas Stanisław Kot. Maturę zdał w 1926. Studia magisterskie z polonistyki na Wydziale Filozoficznym Uniwersytetu Jagiellońskiego ukończył w marcu 1930, broniąc pracy Józef I. Kraszewski jako krytyk literacki i historyk literatury, przygotowanej na seminarium Ignacego Chrzanowskiego z historii literatury. Jego przyjacielem z lat studenckich był krajanin z Krzeszowic, Kazimierz Wyka. W 1930 Danek ukończył również studium pedagogiczne UJ. Następnie odbył służbę wojskową w Batalionie Podchorążych Piechoty nr 5 w Łobzowie i od 18 grudnia 1931 w 20. Pułku Piechoty Ziemi Krakowskiej, przerwaną z powodu kontuzji kolana. Uraz przekreślił także karierę piłkarską Danka, który pozostał do końca życia zagorzałym kibicem Cracovii. W latach 30. XX w. należał do Związku Nauczycielstwa Polskiego.
Z powodu lewicowych przekonań (bliskich PPS) nie mógł znaleźć zatrudnienia w szkołach państwowych. W latach 1931–1939 pracował w gimnazjach prywatnych w Kolbuszowej, Krakowie (1934/35) i Toruniu (1935–39). W 1934, jako nauczyciel w odległej od ośrodków akademickich Kolbuszowej, obronił pod kierunkiem profesora Chrzanowskiego rozprawę doktorską Lucjan Siemieński jako krytyk literacki, mimo krytycznej recenzji Stanisława Pigonia. W tym samym roku złożył również egzamin nauczyciela szkół średnich, upoważniający do prowadzenia lekcji języka polskiego i łaciny. W czasie okupacji niemieckiej został skierowany do pracy jako urzędnik w kamieniołomach w Miękini od 15 września 1939, a od 1 października 1941 w Urzędzie Pracy (Arbeitsamt) w Krzeszowicach, gdzie odpowiadał za referat wypłaty zasiłków dla rodzin wywiezionych na roboty przymusowe do III Rzeszy i referat poradnictwa zawodowego dla młodzieży. W 1942 nawiązał współpracę z konspiracyjną komórką Polskiej Partii Robotniczej w Krzeszowicach i dostarczał jej działaczom oraz żołnierzom Gwardii Ludowej wykradzione z Arbeitsamtu karty pracy. Jego brat, Adam (1923–1988), był w tym czasie żołnierzem AK. Obaj bracia wraz z narzeczoną Danka, Jadwigą Bączkowską, i Kazimierzem Wyką prowadzili tajne nauczanie w Krzeszowicach. Po powołaniu przez Delegaturę Rządu na Kraj w 1941 Gminnych Komisji Oświaty i Kultury Danek był członkiem komisji w Krzeszowicach, sprawował także opiekę nad tajną szkołą średnią. 21 grudnia 1944 został aresztowany za sprawą niemieckiego kierownika Urzędu Pracy podczas przeprowadzania tajnej matury w Tenczynku i osadzony w więzieniu na Montelupich, skąd wydostał się podczas ewakuacji w styczniu 1945.
Po zakończeniu II wojny światowej na bazie doświadczeń konspiracyjnych organizował liceum ogólnokształcące w Krzeszowicach, które rozpoczęło działalność 7 lutego 1945, natomiast lokal Hotelu Zdrojowego Potockich, zajęty na potrzeby Armii Czerwonej, otrzymało staraniem Danka 22 października 1945. Danek był dyrektorem krzeszowickiego liceum do 31 sierpnia 1947. Z przydziału kuratorium pracował równocześnie jesienią 1946 jako nauczyciel w Państwowym Gimnazjum i Liceum im. Stanisława Staszica w Chrzanowie. Tworzył struktury komunistycznej organizacji młodzieżowej Związek Walki Młodych w Krzeszowicach, a w lutym 1945 został jej kierownikiem. W marcu 1946 został członkiem Komitetu Miejskiego PPR w Krzeszowicach, z ramienia PPR był do 1948 przewodniczącym tamtejszej Miejskiej Rady Narodowej. Jako zaufany działacz PPR był przewodniczącym krzeszowickiej Obwodowej Komisji Wyborczej w trakcie referendum ludowego w 1946 oraz wyborów parlamentarnych w 1947.
1 września 1947 został mianowany na krótko dyrektorem VI Państwowego Gimnazjum i Liceum im. T. Kościuszki w Krakowie (w bezpośrednim sąsiedztwie szkoły mieszkał do 1957), 5 listopada 1947 naczelnikiem wydziału szkół średnich i kuratorem krakowskiego okręgu szkolnego, a 1 grudnia 1948 kuratorem. Jako zdeklarowany ateista – choć zawarł w 1946 ślub kościelny – współuczestniczył w przejmowaniu przez państwo kościelnych szkół i zakładów wychowawczych, a także przyczyniał się do usuwania z placówek oświatowych duchownych, którzy pracowali w nich jako katecheci. Od maja 1949 był sekretarzem wojewódzkiej komisji do walki z analfabetyzmem, po czym zastąpił Franciszka Grochalskiego jako pełniący obowiązki wojewódzkiego pełnomocnika tejże komisji. We wrześniu 1950 został kierownikiem Wydziału Oświaty Wojewódzkiej Rady Narodowej w Krakowie. Zarówno w kuratorium, jak i w Wydziale Oświaty był aktywnym członkiem podstawowej organizacji partyjnej Polskiej Zjednoczonej Partii Robotniczej. 
Wiosną 1951 Danek został odwołany z administracji oświatowej, do czego pretekstem miało stać się jego zachowanie na meczu piłkarskim. Uzyskał wówczas stałe zatrudnienie w Państwowej Wyższej Szkole Pedagogicznej w Krakowie, gdzie od 1949 pracował na godziny kontraktowe. W roku akademickim 1951/52 prowadził również wykłady zlecone na Uniwersytecie Jagiellońskim. Był członkiem Komitetu Uczelnianego PZPR w WSP. W 1951–55 pełnił funkcję zastępcy i faktycznego przewodniczącego krakowskiej Komisji Egzaminacyjnej do spraw egzaminu państwowego dla nauczycieli szkół średnich. Był organizatorem utworzonego w 1951 Studium Zaocznego dla Pracujących, co przypadło na początki formy studiów zaocznych, pierwotnie skierowanej do pracujących już nauczycieli. Jednocześnie w 1951–56 był nauczycielem Liceum Pedagogicznego nr 1 w Krakowie. W 1952 został dziekanem Wydziału Zaocznego, zaś napisana z inspiracji Kazimierza Wyki (wówczas kolegi z WSP) praca Poglądy pedagogiczne Adolfa Dygasińskiego pozwoliła mu na uzyskanie 30 czerwca 1954 tytułu docenta. 
29 października 1956, w trakcie odwilży gomułkowskiej, Danek został pierwszym pochodzącym z wyboru rektorem krakowskiej WSP. Wiosną 1956 dał się poznać jako obrońca uczelni przed planami jej rozwiązania przez Ministerstwo Oświaty i przejęcia w okrojonej postaci przez UJ, a dzięki swej energii organizatorskiej został w folklorze WSP zapamiętany jako „Pierwszy Wielki Budowniczy”. Pełniąc urząd rektora, nie zgodził się na zwrot lokali należących do sióstr urszulanek, zabranych im przez państwo w okresie stalinizmu. Jednocześnie wymusił na KW PZPR decyzję o zaborze części budynku Seminarium Duchowego. W 1957 został członkiem Komisji Rady Głównej Szkolnictwa Wyższego do spraw dydaktyki na studiach zaocznych. Zgodnie ze stanowiskiem Komitetu Uczelnianego PZPR w 1959 ponownie został rektorem WSP. W reakcji na list biskupów polskich do biskupów niemieckich angażował się w organizację masówek potępiających polski Episkopat. Sprzeciwiał się również udziałowi studentów WSP w pielgrzymce do Częstochowy z okazji milenium chrztu Polski. W 1967 został za zgodą władz PRL członkiem Komisji do Spraw Kształcenia Nauczycieli w Radzie Głównej Szkolnictwa Wyższego. W 1961 został profesorem uczelni, a w 1968 otrzymał od Rady Państwa nominację profesorską. W tym okresie opublikował liczne prace poświęcone twórczości Kraszewskiego, który pochłaniał główną uwagę badawczą Danka jako pisarz-realista, aktywny publicystycznie i zaangażowany politycznie. Kraszewski Danka krytykował kosmopolityczne elity z pozycji narodowych, a wyższe duchowieństwo z liberalnych i racjonalistycznych, prowadził też działalność wywiadowczą na szkodę Prus. Mimo ponawianych ujęć książkowych tematu Dankowi nie udało się stworzyć pełnej biografii Kraszewskiego.
Po złożeniu urzędu rektora w 1971 był do śmierci dyrektorem nowo utworzonego Instytutu Filologii Polskiej WSP. Od 1962 kierował Katedrą Metodyki Języka Polskiego i Literatury Polskiej. Był przewodniczącym Rady Naukowej Instytutu Badań Literackich PAN w Warszawie (1975–76; powołany w skład rady 1960) oraz redaktorem naczelnym „Ruchu Literackiego” od jego założenia w 1960. Wchodził w skład komitetów wydawniczych dzieł Kraszewskiego w Ludowej Spółdzielni Wydawniczej i w Wydawnictwie Literackim. Pod jego opieką stopień doktora uzyskali m.in. Jerzy Jarowiecki, Wojciech Pasterniak, Halina Bursztyńska-Stefańska, Jacek Kajtoch, Czesław Kłak i Gustaw Ostasz. Położył szczególne zasługi na polu demokratyzacji (w tym i feminizacji) szkolnictwa średniego w Polsce okupowanej i szkolnictwa wyższego w Polsce powojennej, a także podnoszenia poziomu wykształcenia kadry nauczycielskiej, szczególnie tej wywodzącej się spoza inteligencji.
Zmarł w 1976 i został pochowany 22 sierpnia tegoż roku na krzeszowickim cmentarzu.
Od 1976 imię Wincentego Danka nosi audytorium obecnego Uniwersytetu Pedagogicznego w Krakowie. W 1987 Wincenty Danek został także uhonorowany tablicą pamiątkową wmurowaną na fasadzie Liceum Ogólnokształcącego w Krzeszowicach, którego był założycielem.
Imieniem Danka nazwana została w 1979 ulica Apteczna w centrum Krzeszowic, położona niedaleko funkcjonującej od 1977 ulicy Kazimierza Wyki. 1 marca 2018 na wniosek Instytutu Pamięci Narodowej, a przy sprzeciwie radnych miasta wojewoda małopolski przywrócił dawną nazwę ulicy w ramach dekomunizacji. Danka i Wykę upamiętniają także od 1977 ulice na krakowskim Prądniku Białym.

## Ważniejsze prace
- Poglądy pedagogiczne Adolfa Dygasińskiego (1954)
- Publicystyka Józefa Ignacego Kraszewskiego w latach 1859–1872 (1957)
- Powieści historyczne Józefa Ignacego Kraszewskiego (1966)
- Józef Ignacy Kraszewski. Żywot i dzieła (1967)
- Matejko i Kraszewski. Dwie koncepcje dziejów Polski (1969)
- Pisarz wciąż żywy. Studia o życiu i twórczości J.I. Kraszewskiego (1969)
- Józef Ignacy Kraszewski (1973)
- Józef Ignacy Kraszewski. Zarys biograficzny (1976)

## Odznaczenia
- Order Sztandaru Pracy II Stopnia
- Krzyż Kawalerski Orderu Odrodzenia Polski (1958)[53]
- Złoty Krzyż Zasługi (1955)[29]
- Odznaka tytułu honorowego „Zasłużony Nauczyciel Polskiej Rzeczypospolitej Ludowej”[54]
- Medal 10-lecia Polski Ludowej (1955)[55]